# Blenina variegata
Blenina variegata är en fjärilsart som beskrevs av Moore 1882. Blenina variegata ingår i släktet Blenina och familjen trågspinnare. Inga underarter finns listade i Catalogue of Life.